# اعتراف الولايات المتحدة بالقدس عاصمة لإسرائيل
بعد تأسيس إسرائيل، عارضت الولايات المتحدة إعلان إسرائيل القدس عاصمتها في عام 1949 وعارضت خطة الأردن لجعل القدس عاصمة ثانية أعلنت في عام 1950. كما عارضت الولايات المتحدة ضم إسرائيل للقدس الشرقية بعد حرب 1967. وقد اقترحت الولايات المتحدة أن يكون مستقبل القدس موضوع تسوية تفاوضية. وقد حافظت الإدارات اللاحقة على نفس السياسة التي مفادها أن مستقبل القدس لن يكون موضوع إجراءات أحادية الجانب يمكن أن تضرّ بالمفاوضات، مثل نقل السفارة الأمريكية من تل أبيب إلى القدس.
عام 1995 أصدر الكونغرس قانون سفارة القدس الذي أعلن بيان السياسة بأنه «ينبغي الاعتراف بالقدس عاصمة لدولة إسرائيل». كما نصّ مشروع القانون على أن السفارة الأمريكية يجب أن تنتقل إلى القدس خلال خمس سنوات.
ومنذ ذلك الحين، وقَّع كلُّ رئيس أمريكي تنازلاً لمدة ستة أشهر، مما أدّى إلى تأخير هذه الخطوة.
وفي 6 ديسمبر 2017، اعترفت إدارة الرئيس دونالد ترامب رسميًّا بالقدس عاصمة لإسرائيل. وأضاف ترامب أنّ وزارة الخارجية الأمريكية ستبدأ عملية بناء سفارة أمريكية جديدة في القدس. رحب بنيامين نتنياهو، رئيس وزراء إسرائيل، بالقرار وأشاد بالإعلان. في الثامن من كانون الأول (ديسمبر)، زعم وزير الخارجية الأمريكي ريكس تيلرسون أن بيان الرئيس «لا يشير إلى أي وضع نهائي للقدس» وأنه «كان واضحاً جداً حول الوضع النهائي، بما في ذلك الحدود، أنه سيترك للطرفين للتفاوض والبت فيه».
رفض غالبية قادة العالم قرار ترامب بالاعتراف بالقدس عاصمة لإسرائيل. وعقد مجلس الأمن التابع للأمم المتحدة اجتماعًا طارئًا في 7 ديسمبر، حيث أدان 14 من أصل 15 عضوًا قرار ترامب، لكن الولايات المتحدة استخدمت حق النقض لإحباط أي تحرك لصدور قرار إدانه. وضمت الدول التي انتقدت قرار ترامب في الاجتماع الطارئ لمجلس الأمن بريطانيا وفرنسا والسويد وإيطاليا واليابان. أيدت بعض البلدان هذه الخطوة: صرحت غواتيمالا إنها ستتابع وتنقل سفارتها إلي القدس أيضًا؛ وصرحت باراجواي وجمهورية التشيك ورومانيا وهندوراس إنهم يفكرون في نقل سفاراتهم. بينما قالت مديرة السياسة الخارجية بالاتحاد الأوروبي فيديريكا موغيريني إن جميع حكومات الدول الأعضاء في الاتحاد الأوروبي موحدة بشأن قضية القدس، وأكدت مجددًا التزامها بدولة فلسطينية عاصمتها القدس الشرقية. هذا وقد حضر عند افتتاح السفارة ممثلون من 32 دولة، منهم أعضاء في الاتحاد الأوروبي مثل النمسا وجمهورية التشيك ورومانيا.
صرح مسؤولون فلسطينيون إن هذا الإعلان يخالف دور الولايات المتحدة كوسيط محايد ويستبعدها من محادثات السلام، بينما دعت حماس إلى انتفاضة جديدة بعد تصريحات ترامب. بعد الإعلان، إندلعت مظاهرات عارمة في جميع أنحاء الضفة الغربية وقطاع غزة، وكذلك في مختلف البلدان في جميع أنحاء العالم. بحلول 25 كانون الأول (ديسمبر) 2017، أطلقت جماعات سلفية نحو 30 صاروخًا على إسرائيل من قطاع غزة، وسقط نصفها تقريبًا داخل غزة. سيطرت حماس علي السلفيين المعتقد أنهم مسئولون عن تلك الهجمات. يعتقد أن تلك الهجمات تهدف إلي تصدير مشهد دولي تريده إسرائيل في تلك المرحلة.[بحاجة لمصدر]
في 23 فبراير 2018، أعلنت وزارة الخارجية الأمريكية أن السفارة الأمريكية الجديدة ستفتح في مايو من ذلك العام. وافتتحت السفارة الأمريكية رسميًا في القدس في 14 مايو 2018، بالتزامن مع الذكرى السبعين لما تعتبره إسرائيل بإعلان "إستقلالها" عن سلطة الانتداب البريطاني على فلسطين. قابل الجيش الإسرائيلي المظاهرات والمسيرات الشعبية على حدود غزة بالغازات المسيلة للدموع ونيران القناصة، مما أسفر عن مقتل 58 فلسطينيا على الأقل، وهو أعلى عدد من القتلى في يوم واحد منذ الحرب علي غزة عام 2014. دافع الجيش الإسرائيلي والحكومة الإسرائيلية عن استخدام الرصاص الحي والقتل بسبب «الأحجار وزجاجات المولوتوف التي يلقيها المتظاهرون علي قواته عند الاشتباك». يقع موقع السفارة المنقولة في الموقع السابق للقنصلية العامة للولايات المتحدة في القدس في حي أرنونا بالقدس الغربية.

## خلفية
ضغطت إسرائيل منذ فترة طويلة على الدول لنقل سفاراتها إلى القدس؛ في حين يعتبر الفلسطينيون وكثيرون من المجتمع الدولي القدس الشرقية عاصمة لدولة فلسطينية في المستقبل. الولايات المتحدة هي من ضمن الدول التي ناقشت موضوع نقل سفارتها في إسرائيل إلى القدس منذ زمن طويل وقبل أكثر من عشرين سنة. فسنّت هذه الدولة قانونًا في عام 1995 ينصّ على نقل سفارتها، بيد أنه منذ ذلك الحين وقّع كل رئيس أمريكي تنازلاً لمدة ستة أشهر يؤخر هذه الخطوة، مشيرين إلى مخاوف بشأن الأمن القومي. خلال الانتخابات الرئاسية الأمريكية عام 2016، كانت إحدى وعود حملة ترامب هي نقل السفارة الأمريكية في إسرائيل من تل أبيب إلى القدس التي وصفها بأنها «العاصمة الأبدية للشعب اليهودي». في 1 يونيو 2017، وقّع ترامب تنازلًا عن قانون سفارة القدس، مما أدّى إلى تأخير نقل السفارة الأمريكية إلى القدس لمدة ستة أشهر أخرى. وقال البيت الأبيض أن هذا سيساعدُهم على التفاوض على اتّفاق بين إسرائيل وفلسطين وأنّ الخطوة الموعودة ستأتي في وقت لاحق.

## الإعلان
في 6 ديسمبر 2017 اعترف الرئيس ترامب رسميا بالقدس عاصمة لإسرائيل، وذكر أن السفارة الأمريكية سيتم نقلها من تل أبيب إلى القدس. وقد شكّل هذا تحوّلًا بعيدًا عن ما يقرب من سبعة عقود من الحياد الأمريكي في هذا الشأن. ولم يُشر دونالد ترامب في بيانه إلى القدس الشرقية كعاصمة دولة فلسطين في المستقبل إلا أنه قال إن اعتراف الولايات المتحدة لم يحلّ النزاع حول حدود العاصمة الإسرائيلية. وأعلن الرئيس ترامب صراحة تأييده للحفاظ على الوضع القائم في المواقع المقدسة داخل البلدة القديمة.
وعقب إعلان ترامب أصدرت السفارات الأمريكية في تركيا والأردن وألمانيا وبريطانيا تنبيهات أمنية للأمريكيين المسافرين أو الذين يعيشون في الخارج في تلك الدول. كما تصدر الولايات المتحدة تحذيرًا عاما للأمريكيين بالخارج حول احتمال حدوث احتجاجات عنيفة. وقد فرضت القنصلية الأمريكية في القدس قيودًا على سفر موظفي الحكومة إلى البلدة القديمة في القدس. وقد حظرت السفارة الأمريكية في الأردن الموظفين من مغادرة العاصمة وأبلغ أطفال موظفي السفارة بعدم الخروج من منازلهم إلى المدرسة.

### تصريحات وزارة الخارجية
أوضح وزير الخارجية ريكس تيلرسون في وقت لاحق أن بيان الرئيس «لم يشر إلى أي وضع نهائي للقدس» و «كان واضحا جدا أن الوضع النهائي، بما في ذلك الحدود، سيترك للطرفين للتفاوض واتخاذ قرار». وقال مسؤولو وزارة الخارجية الأمريكية في 8 ديسمبر أنه لن تكون هناك أي تغييرات عملية فورية في كيفية تعامل الولايات المتحدة مع القدس. وهذا يشمل سياسة الولايات المتحدة بعدم إدراج بلد في جوازات سفر المواطنين المولودين في القدس. وفي 8 ديسمبر، قال مساعد وزير الخارجية ديفيد ساترفيلد «لم يحدث أي تغيير في سياستنا فيما يتعلق بالممارسة القنصلية أو إصدار جوازات السفر في هذا الوقت.»
وقالت المتحدثة باسم وزارة الخارجية هيذر نويرت ردًّا على سؤال حول ماهية الحائط الغربي في البلاد «نحن لا نتخذ أي موقف على الحدود العامة، ونحن نعترف بالقدس عاصمة لإسرائيل.»

## الردود الإسرائيلية والفلسطينية

### فلسطينية
قال الرئيس الفلسطيني محمود عباس، «إن هذا القرار يمثل إعلانا بانسحاب الولايات المتحدة من ممارسة الدور الذي كانت تلعبه خلال العقود الماضية في رعاية السلام». مضيفًا أنّ قرارات ترامب تشجع إسرائيل على سياسية الاحتلال والاستيطان. وقال عبّاس أن «الإدارة الأمريكية بهذا الإعلان خالفت جميع القرارات والاتفاقات الدولية والثنائية.»
قال إسماعيل رضوان، القيادي في حركة حماس «إن القرار من شأنه أن يفتح أبواب جهنّم على المصالح الأميركية في المنطقة» داعيًا الحكومات العربية والإسلامية إلى «قطع العلاقات الاقتصادية والسياسية مع الإدارة الاميركية وطرد السفراء الأميركيين لإفشاله». وقال رئيس الوزراء الفلسطيني رامي الحمد الله إن تغيير سياسة ترامب «يدمر عملية السلام».

### إسرائيلية
وفي 6 ديسمبر، بعد بيان قصير من ترامب، وصف بنيامين نتنياهو الإعلان بأنه «حدث تاريخي» يعكس التزام ترامب بتعهداته وأشاد بالقرار بأنه «شجاع وعادل». وطالب بقية دول العالم بالاقتداء بأميركا ونقل سفاراتها من تل أبيب إلى القدس المحتلة.

## ردود الأفعال الدولية
وقد رفض غالبية قادة العالم قرار ترامب بالاعتراف بالقدس كعاصمة لإسرائيل. ومن بين الحلفاء الأوروبيين الذين اعترضوا بريطانيا وألمانيا وإيطاليا وفرنسا. كما وجّه البابا فرنسيس نداء يدعو إلى احترام جميع الدول لاحترام «الوضع الراهن» للمدينة. وحثت الصين على توخّي الحذر إزاء التّصاعد المحتمل للتّوترات في الشرق الأوسط.

### مجلس الأمن التابع للأمم المتحدة
عقد مجلس الأمن التابع للأمم المتحدة اجتماعا طارئا في 7 ديسمبر حيث أدان 14 عضوًا من أصل 15 قرار ترامب. وقال مجلس الأمن إن قرار الاعتراف بالقدس كان انتهاكًا لقرارات الأمم المتحدة والقانون الدولي، ولكنّه لم يتمكّن من إصدار بيان دون موافقة الولايات المتحدة. وكان طلب الاجتماع الطارئ من قبل بوليفيا وبريطانيا ومصر وفرنسا وإيطاليا والسنغال والسويد وأوروغواي. وكانت بريطانيا وفرنسا والسويد وإيطاليا واليابان من بين الدول التي انتقدت قرار ترامب في الاجتماع الطارئ. وقبل فترة وجيزة من إعلان ترامب، في نوفمبر 2017، صوتت 151 دولة من أعضاء الجمعية العامة للأمم المتحدة على رفض العلاقات الإسرائيلية بالقدس. صوتت ست دول ضد القرار، وامتنعت تسعة دول عن التصويت.
في 18 ديسمبر، استخدمت الولايات المتحدة حق النقض ضد مشروع قرار قدمته مصر في مجلس الأمن يدين اعتراف الولايات المتحدة بالقدس عاصمة لإسرائيل، وسط موافقة بقية الدول الأعضاء في المجلس على القرار.

### الاتحاد الأوربي
وأكدت فيديريكا موغيريني ممثلة السياسة الخارجية في الاتحاد الأوروبي، أن جميع حكومات الدول الأعضاء في الاتحاد الأوروبي متحدة حول قضية القدس، وأكدت مجدّدا التزامها بدولة فلسطينية عاصمتها القدس الشرقية. وقالت موغيريني إنه لا ينبغي نقل السفارات إلى القدس في حين أن الوضع النهائي للمدينة متنازع عليه. ولاحظت أيضا أن ضم إسرائيل للقدس الشرقية يعتبر انتهاكا للقانون الدولي بموجب قرار صادر عن مجلس الأمن التابع للأمم المتحدة في عام 1980. وأعلنت موغيريني في 11 ديسمبر أن الدول الأوروبية لن تنقل سفارتها إلى القدس.

### العالم الإسلامي
- تركيا في 9 ديسمبر أعلنت تركيا أن الرئيس رجب طيب أردوغان سيعمل مع الرئيس الفرنسي إيمانويل ماكرون في جهد مشترك لإقناع الولايات المتحدة بإعادة النظر في قرارها.[40] وقال أردوغان أن التغيير في السياسة كان مثل «رمي المنطقة داخل حلقة نار».[41] ولاحظ وزير الخارجية التركي مولود تشاويش أوغلو أن «القرار يخالف القانون الدولي وقرارات الأمم المتحدة ذات الصلة».[42]
- المغرب بعث الملك محمد السادس ببرقية إلى الرئيس الأمريكي يحتج فيها على القرار وعن الخطورة اللتي سينتج عنها[43] وأدانت المملكة المغربية القرار الأمريكي وتم استدعاء القائم بالأعمال الأمريكية للاعراب عن الرفض التام للقرار الأمريكي وأكد وزير الخارجية المغربي الدعم المستمر والتضامن الكامل مع الشعب الفلسطيني حتى يستعيد جميع حقوقه.[44]
- السعودية قال الملك السعودي سلمان بن عبد العزيز إن نقل السفارة الاميركية إلى القدس «سيشكل استفزازا صارخا للمسلمين في جميع أنحاء العالم». وقال بيان صادر عن الديوان الملكي السعودي إن القرار «غير مبرر وغير مسؤول» مضيفًا إن تغيير السياسة يقوض عملية السلام.[42]
- مصر أبلغ الرئيس عبد الفتاح السيسي الرئيس الفلسطيني محمود عباس في اتصال هاتفي، رفضَ مصر لقرار ترامب وأية آثار مترتّبة عليه واعترض على «اتخاذ تدابير من شأنها تقويض فرص السلام في الشرق الأوسط».[45] حذر شيخ الأزهر أحمد الطيب، من «اتجاه بعض الدول إلى نقل سفاراتها إلى القدس»، قائلا: «لو فتح باب نقل السفارات الأجنبية إلى القدس؛ ستفتح أبواب جهنم على الغرب قبل الشرق.»[46]
- ونظم الأزهر الشريف مؤتمرا على مدار يومي 17 و18 يناير 2018، في القاهرة، تحت شعار مؤتمر الأزهر العالمي لنصرة القدس، بمشاركة عربية وإسلامية ودولية رفيعة، وبحضور ممثلين من 86 دولة، ودعا الدكتور أحمد الطيب، شيخ الأزهر، في كلمته إلى اعتبار عام 2018 عاما للقدس الشريف في كل العالم الإسلامي لمواجهة المخططات الدولية التي تهدف لتهويدها ولتقسيم المنطقة بأكملها. وجاء المؤتمر الذي نظمه الأزهر الشريف بالتعاون مع مجلس حكماء المسلمين، للرد على قرار نقل السفارة الأمريكية إلى مدينة القدس المحتلة واعتبارها عاصمة لإسرائيل.[47][48]
- الأردن الأردن يعلن أن قرار ترامب يمثل خرقا لقرارات الشرعية الدولية وميثاق الأمم المتحدة التي تؤكد أن وضع القدس يتقرر بالتفاوض، موّكدًا أن كل إجراءات إسرائيل في القدس التي تهدف لتغيير طابعها ووضعها القانوني باطلة.[49]
- إيران أدانت وزارة الخارجية الإيرانية بشدة القرار معتبرة إياه بأنه يشكل انتهاكاً صارخا للقرارات الدولية.[50] وأكّد قائد الثورة الإسلامية آية الله علي خامنئي ردًّا على الإعلان، بأن فلسطين ستتحرر وسينتصر الشعب الفلسطيني،[51] مشيرًا إلى أن الولايات المتحدة تسعى إلى زعزعة استقرار المنطقة وإشعال حرب لحماية أمن إسرائيل.[52] كما شدّد الرئيس روحاني في الاتصال الهاتفي مع رئيس المكتب السياسي لحركة حماس أنه يجب على كافة التيارات والأحزاب الفلسطينية والعالم الإسلامي برمته أن تقاوم كلّها بوجه مشروع صهيوأميركي مشؤوم.[53] وأكد الرئيس الإيراني السابق محمد خاتمي أيضاً وقال: «ولا شك أن هذا القرار لا تتغير في ضمير الفلسطينيين المضطهدين، إلا غضبهم وصمودهم على استعادة حقوقهم» بعد ما وصف الرئيس ترامب بـ«إنسان غير عادي الذي يفاجئ دائما العالم مع قراراته المخالفة مع الإجماع، عرف ومصالح الأمريكيين».[54]
- لبنان أدانت وزارة الخارجية اللبنانية الإعلان[49] وأكد الرئيس اللبناني ميشال عون أن قرار ترمب يهدّد عملية السلام واستقرار المنطقة.[52]
- العراق أكّد الرئيس العراقي فؤاد معصوم رفض قرار ترامب بشأن القدس وحذّر من عواقب وخيمة ستشهدها المنطقة والعالم.[55] كما قال رئيس الوزراء العراقي حيدر العبادي قبل يومٍ من الإعلان، إن حكومته تعارض احتمال نقل الرئيس الأمريكي سفارة الولايات المتحدة في إسرائيل إلى القدس وحذر من تبعات هذا القرار وأنّ هذه الخطوة ستثير اضطرابات.[56]
- قطر أكّد أمير قطر تميم بن حمد آل ثاني في اتّصال مع محمود عباس موقف الدوحة الثابت من القضية الفلسطينية ورفض موقف ترامب حول نقل السفارة الأمريكية إلى القدس.[49]
- الكويت نقلت وكالة الأنباء الرسمية عن مصدر مسؤول في وزارة الخارجية الكويتية قوله إن «اتخاذ مثل هذا القرار الأحادي يعدّ مخالفًا لقرارات الشرعية الدولية بشأن الوضع القانوني والإنساني والسياسي والتاريخي لمدينة القدس وقرارات الجمعية العامة.»[49]
- سوريا أدانت الحكومة السورية عزم الإدارة الأمريكية اتخاذ هذه الخطوة، مؤكدة أن ترامب وحلفاءه في المنطقة يتحملون مسؤولية التداعيات الخطيرة التي ستنجم عن هذا القرار. وقال مكتب الرئيس بشار الأسد أن «مستقبل القدس لا تحدّده دولة أو رئيس بل يحدّده تاريخها وإرادة وعزم الأوفياء للقضية الفلسطينية».[57]
- اليمن دعَت أحزاب اللقاء المشترك في اليمن لانتفاضة شعبية عربية وعالمية غاضبة ضد سياسات أميركا في المنطقة وتحمّل الأنظمة العربية التنازل عن المقدسات للكيان الصهيوني.[58]
- إندونيسيا أدان الرئيس الاندونيسى جوكو ويدودو بشدة القرار قائلًا «إن الاعتراف الأحادي من الرئيسي ترامب ينتهك مختلف قرارات الأمن والجمعية العامة للأمم المتحدة ويمكن أن يزعزع الأمن والاستقرار في العالم.»[59]
- ماليزيا أعلن رئيس الوزراء الماليزي نجيب تون عبد الرزاق رفضه الحازم لأي قرار يجعل القدس عاصمة لإسرائيل.[60] مؤكدًا أنّ تلك الخطوة متعارضة مع قرارات الأمم المتحدة. مشيرًا إلى أنّه لا یمكنُنا أن نقبل بھذا الأمر إطلاقًا.[61]

### سائر البلدان
- فرنسا قال الرئيس الفرنسي إيمانويل ماكرون: «إن قرار ترامب الأحادي مؤسف وفرنسا لا تؤيده». ودعا جميع الأطراف إلى الهدوء وضرورة تجنب العنف.[62] وقال وزير الخارجية الفرنسي، جان إيف لودريان، إن القرار «مخالف للقانون الدولي»، محذّرا من خطر اندلاع انتفاضة في الأراضي الفلسطينية.[63]
- ألمانيا قالت المستشارة الألمانية أنغيلا ميركل «إن ألمانيا لا تؤيد قرار إدارة ترامب الاعتراف بالقدس عاصمة لإسرائيل» مؤكدة أن «وضع القدس لا يمكن التفاوض بشأنه إلا في اطار حل الدولتين».[64]
- كوريا الشمالية شجبت وزارة الخارجية الكورية الشمالية قرار الرئيس الأمريكي عبر بيان، قائلتًا إن «قرار الرئيس الأمريكي ترامب يعد استخفافًا وإهانة للشرعية الدولية والتوافق العالمي حول ذلك الشأن ويستحقّ الشجب والإدانة». وأضافت أن «على الولايات المتحدة تحمل كامل المسؤولية عن التوتر وعدم الاستقرار التي ستحدث في الشرق الأوسط بسبب تهورها واستبدادها».[65]
- كندا أعلنت كندا عدم موافقتها إعلان القدس عاصمة لإسرائيل مؤكدة أنّها لن تنقل سفارتها من تل أبيب.[66]
- المملكة المتحدة أكّد وزير الخارجية البريطاني، بوريس جونسون اعتراض بلاده على قرار الرئيس الأمريكي دونالد ترامب باعتبار القدس عاصمة لإسرائيل قائلًا إنّ بريطانيا «تعتقد أنّ ما قام به ترامب تجاه مدينة القدس هو فعل غير مناسب».[67]

### منظّمات عالمية وإسلامية
- منظمة التعاون الإسلامي: في 13 ديسمبر عقدت منظمة التعاون الإسلامي القمّة الطارئة في مدينة إسطنبول التركية والتي دعت إليها تركيا بعد قرار دونالد ترمب باعتبار القدس عاصمة لإسرائيل بمشاركة رؤساء ووزراء خارجية 48 دولة إسلامية.[68][69] فشدّدت المنظمة على رفض قرار ترمب بشأن القدس كما دعت القمة الإسلامية الطارئة في إسطنبول إلى «الاعتراف بالقدس الشرقية عاصمة لفلسطين» واعتبرت أنّه «لم يعد من الممكن أن تكون الولايات المتحدة وسيطاً بين إسرائيل وفلسطين».[70][71]
- اللجنة العربية لحقوق الإنسان: أدانت اللجنة العربية لحقوق الإنسان، قرار الرئيس الأمريكي بشأن القدس مشددة على أنّ هذا القرار يقوّض عملية السلام بين الجانبين الفلسطيني والإسرائيلي.[72]
- رابطة علماء المسلمين: رفضت رابطة علماء المسلمين القرار عبر بيانٍ ووصفتها بأنّها «قرار باطل» داعيةً «الشعوب العربية والإسلامية على الانتصار للقدس، والنّزول إلى السّاحات والميادين بمسيرات وفعاليات جماهيرية رفضاً لتنفيذ هذا القرار».[73]
- الاتحاد العالمي لعلماء المسلمين: أصدر الاتحاد العالمي لعلماء المسلمين، بيانًا ندَد فيه بقرار الرئيس الأمريكي مشدّدا على أن «القدس خط أحمر، واعتبارها عاصمة لدولة الاحتلال هو اعتداء صارخ على المسلمين واستهانة بمقدساتهم، ودعم كبير للتطرف.»[74][75] وكان الاتحاد قد حذّر من عواقب نقل السفارة الأميركية من تل أبيب إلى القدس عبر بيانٍ أصدرها في يناير 2017، واعتبر تعهّد الرئيس الأمريكي بنقل سفارة بلاده إلى القدس «مخالفة صريحة لقرارات الأمم المتحدة».[76]
- مجلس حكماء المسلمين: أكّد مجلس حكماء المسلمين رفضه القاطع اعتزام واشنطن نقل سفارتها إلى القدس قائلًا أنّ «البعض يسعى لتأجيج نيران أخرى تعطي الإرهاب فرصة جديدة لممارسة أفعاله الإجرامية من قتل وإرهاب وتدمير».[77]
- رابطة العالم الإسلامي: أكدت رابطة العالم الإسلامي أنّ الاعتراف بالقدس عاصمة لإسرائيل يعدّ خطوة خطيرة تدفع إلى المزيد من التوترات في الشرق الأوسط.[78]
- حزب الله: وأكّد الأمين العام لحزب الله حسن نصر الله أنّ قرار الرئيس الأميركي يشکّل وعد بلفور جديدًا بعد 100 عام على وعد بلفور، قائلًا أنّ «القرار إعلان رسمي لانتهاء القضية الفلسطينية بالنسبة لأميركا.» کما دعا إلى انتفاضة فلسطينية جديدة وتصعيد عمل المقاومة.[79][80]
- اتحاد علماء إفريقيا: أدان اتحاد علماء إفريقيا بشدة قرار الرئيس الأمريكي واعتبره «بمثابة إعلان مواجهة صريحة وعدوان سافر على مقدسات المسلمين».[81]
- اتحاد المنظمات الإسلامية في أوروبا: أصدر اتحاد المنظمات الإسلامية في أوروبا بيانًا يرفض فيه القرار الأمريكي بشأن القدس، معربًا فيه عن أنّ هذا القرار يعتبر انتهاكًا صارخًا لحقوق الشعب الفلسطيني، واستخفافًا بمشاعر المسلمين في العالم أجمع.[82]
- حركة النجباء: أدانت حركة النجباء العراقية قرار الرئيس الاميركي مؤكدة أنّ هذا القرار سيكون شرارة انتفاضة كبرى لإزالة إسرائيل.[83]
- المجلس الأعلى الإسلامي العراقي: وصف رئيس المجلس الأعلى الإسلامي العراقي همام حمودي إعلان ترامب القدس عاصمة للكيان الصهيوني بأنّها خطوة خطيرة وغير مسؤولة وستجر المنطقة بما لا يحمد عقباه، مؤكّدًا أن القرار يعتبر تحدّي واضح للأمم المتحدة فضلًا عن أنّه تجاوز واعتداء للأمة العربية والإسلامية.[84]
- أنصار الله: أدانت حركة أنصار الله في اليمن قرار الرئيس الأمريكي مؤكدة أنّ القدس عاصمة للدولة الفلسطينية ورمزًا للأمة الإسلامية ولا يمكن التّنازل عن هذا الحقّ الشّرعي بإيّ حال.[85]
- المجمع العالمي للتقريب بين المذاهب الإسلامية: أصدر المجمع العالمي للتقريب بين المذاهب الإسلامية بيانًا أدان فيه بشدّة قرار الإدارة الأمريكية بتطبيق قانون 1995 الأمريكي القائل باعتراف القدس عاصمة لإسرائيل والذي يعتبر إهانة كبرى لكافة المسلمين.[86] وسبق أن ندّد المشاركون بشدة القرار الأمريكي في المؤتمر الدولي للوحدة الإسلامية في طهران الذي ينظّمه المجمع سنويًّا، عبر البيان الختامي للدورة الحادي والثلاثين للمؤتمر مؤكّدين أنّ «أمريكا والكيان الصهيوني يحاولان من خلال تهويد القدس الشريف والسيطرة على المقدسات الإسلامية اذلال المسلمين».[87]
- حزب الدعوة الإسلامية: اعتبر رئيس ائتلاف دولة القانون في العراق نوري المالكي، أن اعتراف الولايات المتحدة بالقدس عاصمة لإسرائيل «إعلان حرب» على العرب والمسلمين وتجاوز على حقوق الفلسطينيين. وحذر من عواقب هذا النهج الذي «سيهدد المنطقة والعالم»، مطالبا بالتصدي لهذا القرار «المكمل لوعد بلفور المشؤوم» والوقوف مع الشعب الفلسطيني ودعا واشنطن إلى التراجع عن هذا القرار محملا إياها مسؤولية عواقب هذا القرار، لانحيازها الكلي لإسرائيل في احتلال الأراضي المقدسة وعدم أخذها في الاعتبار علاقاتها مع كل الدول العربية والإسلامية.[88]

## مظاهرات

### فلسطينية

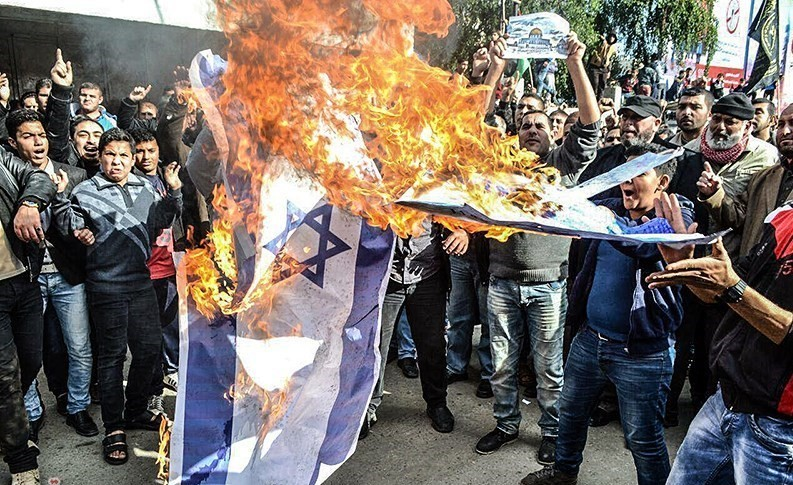
حرق الأعلام الأمريكية والإسرائيلية في مظاهرات في قطاع غزة

عقب إعلان ترامب، تمّ تنظيم مظاهرات شعبية في عدة مدن وعواصم عربية وعالمية احتجاجًا على القرار. وشهدت مدن فلسطينية مختلفة مظاهرات غاضبة احتجاجًا على القرار، فقد خرجت مظاهرات في الأراضي الفلسطينية المحتلة وقطاع غزة فيما قامت القوات المسلحة الإسرائيلية بإطلاق القنابل المسيلة للدموع والقنابل على المتظاهرين في القدس. كما عمت التظاهرات مناطق من الضفة الغربية ومخيمات اللاجئين الفلسطينيين في لبنان ووفقًا لوزارة الصحة الفلسطينية في 11 ديسمبر، بلغت حصيلة القتلى والإصابات في كافة محافظات فلسطين منذ 7 ديسمبر، إلى 4 قتلى و1778 إصابة بجراح متفاوتة وحالات اختناق جراء مواجهات اندلعت في الأراضي الفلسطينية المحتلة خلال قمع جنود الاحتلال المسيرات بالضفة والقدس وقطاع غزة.

### العالم الإسلامي
تواصلت ردود الفعل الأردنية شعبيّا ورسميّا ضد قرار ترمب وفي العاصمة القطرية الدوحة تظاهر طلاب وأساتذة في جامعة قطر. وجرت تظاهرات كبيرة في المخيمات الفلسطينية بالعاصمة اللبنانية بيروت كما تمّ تنظيم مظاهرات أمام السفارة الأمريكية بالمدينة. وفي القاهرة نظّم طلّاب بعدد من جامعات مصر، مظاهرات احتجاجًا على قرار ترامب وتظاهر طلّاب سودانيون في الخرطوم تنديدًا بالقرار مطالبين الأنظمة العربية بمواقف واضحة إزاءه دون الاكتفاء بلغة الشجب والإدانة. وشهدت معظم المدن الباكستانية مثل لاهور وكراتشي مظاهرات مندّدة بقرار الرئيس الأميركي كما عقدت كبريات الصحف الباكستانية أنشطة ولقاءات للتنديد بهذا القرار. وشهدت تونس مظاهرات في مدن عدة احتجاجًا على القرار وأحرق المشاركون في المسيرة العلمين الأميركي والإسرائيلي، مؤكدين أن القدس عاصمة فلسطين. وتمّ تنظيم مظاهرات مندّدة بقرار الرئيس الأمريکي في العاصمة الإيرانية طهران بالتزامن مع مدن إيرانية أخرى في 8 ديسمبر بعد صلاة الجمعة مطالبةً المجتمع الدولي والعالم الإسلامي باتّخاذ مواقف حازمة ضد قرار ترامب ووقف هذه المؤامرة الجديدة على فلسطين.

## مشروع قرار رفض تغيير وضع القدس
في 21 ديسمبر، تقدمت الدول الأعضاء في الأمم المتحدة للتصويت على مشروع قرار يرفض تغيير وضع القدس القانوني الذي تقدمت به مصر واليمن في الجمعية العامة للأمم المتحدة، صوتت 128 دولة لصالح القرار فيما اعترضت 9 دول وهي الولايات المتحدة، إسرائيل، غواتيمالا، الهندوراس، توغو، جزر مارشال، ولايات ميكرونيسيا المتحدة، ناورو وبالاو. وقد امتنعت 35 دولة عن التصويت. ليتم إقرار مشروع القرار رسميا.

## قضية التسريبات
نشرت الصحيفة الأمريكية نيويورك تايمز يوم السبت الموافق لـ 6 يناير 2018 ما ادعت أنه تسريبات صوتية لضابط مخابرات مصري يُدعى أشرف الخولي، وهو يحادث هاتفيا مجموعة من الإعلاميين على رأسهم مفيد فوزي وعزمي مجاهد بالإضافة إلى الفنانة المصرية الأخرى يسرا، وقد طلب الضابط من هؤلاء محاولة توجيه الرأي العام المصري من خلال إقناعهم أن لا فرق بين رام الله والقدس، وأنه وجب على الشعب المصري ألا يندد بالقرار وذلك بهدف إنهاء معاناة الشعب الفلسطيني، كما تضمنت التسريبات التي نشرتها قناة مكملين في وقت لاحق اعترافات أخرى للضابط أثناء مكالمته الإعلاميين وذلك فيما يخص سيناء بالإضافة إلى تخوف الدولة المصرية من عودة الإسلاميين عبر بوابة حماس.
في المقابل، فقد كذبت السلطات المصرية ما ورد في تقرير الصحيفة؛ مؤكدة على أن التقرير «يتضمن ادعاءات وتسريبات مزعومة لشخص مجهول».

## التبعات
- في 5 مارس 2018، قَرَرَ رئيس غواتيمالا جيمي موراليس بنقل سفارة غواتيمالا من تل أبيب إلى مدينة القدس.[102][103]